# 1664 (bier)
1664 (uit te spreken als seize-soixante-quatre) is een Frans biermerk dat wordt gebrouwen door Brasseries Kronenbourg, dat onderdeel is van het Deense concern Carlsberg. Het bier is genoemd naar het jaar dat deze brouwerij werd opgericht. 1664 is het derde merk op de Franse markt.